# Kawasser-See
Der Kawasser-See, auch Gold-See oder Speikboden-See, ist ein kleiner Bergsee im Toten Gebirge in der Steiermark, Österreich. Der See liegt auf einer Höhe von 1900 m ü. A. in einer Mulde eingebettet südlich des Hochmölbing. Die Wasserfläche beträgt 0,3 Hektar und die Tiefe etwa 3 m. Der See hat eine Länge von etwa 75 Metern in Nord-Süd-Richtung bei einer Breite von maximal etwa 45 Metern. Am Nordwestufer mündet ein Bach mit ausgedehnten Quellfluren, der Abfluss des Sees erfolgt unterirdisch am Nordostufer. Vor allem in den flacheren Uferbereichen wachsen häufig Gegensätzliche Armleuchteralgen und der Haarblättriger Wasserhahnenfuß. Im See leben keine Fische.